# Feel Again
『Feel Again』（フィール・アゲイン）は、2014年12月29日にワーナーミュージック・ジャパンより発売されたCAPSULEのデジタルシングルである。

## 背景
2015年2月18日のアルバム『WAVE RUNNER』の発売に先駆けて配信された。

## 収録曲
全作詞・全作曲：中田ヤスタカ
| #  | タイトル                      | 作詞 | 作曲・編曲 | 時間 |
| -- | ----------------------------- | ---- | ---------- | ---- |
| 1. | 「Feel Again」                |      |            | 3:50 |
| 2. | 「Feel Again (extended mix)」 |      |            | 5:24 |